# 扬·霍利
扬·霍利（1785年3月24日—1849年4月14日）是斯洛伐克诗人、翻译家。他是第一位用标准化书面斯洛伐克文写作的诗人。在他之前的诗人大多用捷克文或拉丁文写作。

## 生平
1785年出生。曾在斯卡利察、布拉迪斯拉发和特爾納瓦求学，与贝诺拉克圈子里的学者一起探讨神学。1827年开始创作《斯瓦托普卢克》，借用大摩拉维亚公国统治者的传说来激励斯洛伐克民族，被后人尊称为第一位伟大的斯洛伐克诗人。
他将维吉尔的《埃涅阿斯纪》翻译成斯洛伐克文，并用六音步抑扬格的亚历山大诗体写作了自己的史诗。他以实践证明了由安东·贝诺拉克书面规范后的斯洛伐克文完全能够表达复杂的诗歌形式。

## 作品
- 《斯瓦托普卢克》（Svatopluk）：大摩拉维亚公国的英雄史诗。

- 《光辉的日子》：斯洛伐克远古时期。[4]